# Operación Zorro del Desierto
La Operación Zorro del Desierto (en inglés: Operation Desert Fox) fue una campaña de bombardeos realizados por Estados Unidos y Reino Unido en Irak desde el 16 al 19 de diciembre de 1998. Las justificaciones contemporáneas del ataque son la incapacidad de Irak de cumplir las resoluciones de la Naciones Unidas y la interferencia de la comisión de inspectores de las Naciones Unidas.

## Unidades militares

### Estados Unidos
Los aviones de la Armada de Estados Unidos de la Tercera Ala Aérea Transportada (Carrier Air Wing Three) volaron desde el portaaviones USS Enterprise (CVN-65) y la Undécima Ala Aérea Transportada (Carrier Air Wing Eleven) volaron desde el portaaviones USS Carl Vinson (CVN-70) y el Cuarto escuadrón de patrulla (Patrol Squadron Four) todas estas unidades volaron misiones de combate.Hechos significativos de la operaciones fueron las primeras salidas de combate de pilotos mujeres y la primera salida de combate de los bombarderos B-1 desde su base aérea en Thumrait en Omán. La Fuerza Aérea hizo grandes cantidades de salidas de F-16 del 34 Escuadrón de Cazas y del 522 Escuadrón de Cazas que volaron en misiones nocturnas sobre Irak y tuvieron de base la base aérea de Ahmed Al Jaber en Kuwait. Las Unidades en tierra incluyeron el 31.º Unidad Expedicionaria de los Marines (31st Marine Expeditionary Unit) y el 2.º Batallón 4.º de Marines (2nd Battalion 4th Marines)
estas unidades estuvieron basadas en el USS Belleau Wood (LHA-3), USS Germantown (LSD-42) y el USS Dubuque (LPD-8).

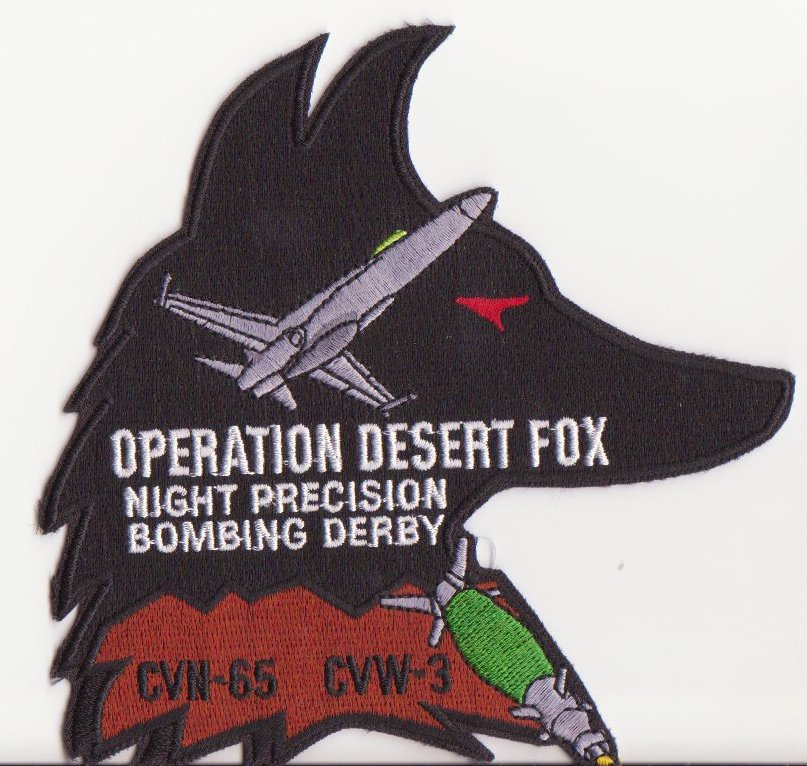
Parche de Desert Fox de la 3.ª Ala Aérea Transportada

### Reino Unido
La contribución británica fueron los aviones de ataque Panavia Tornado de la Real Fuerza Aérea.

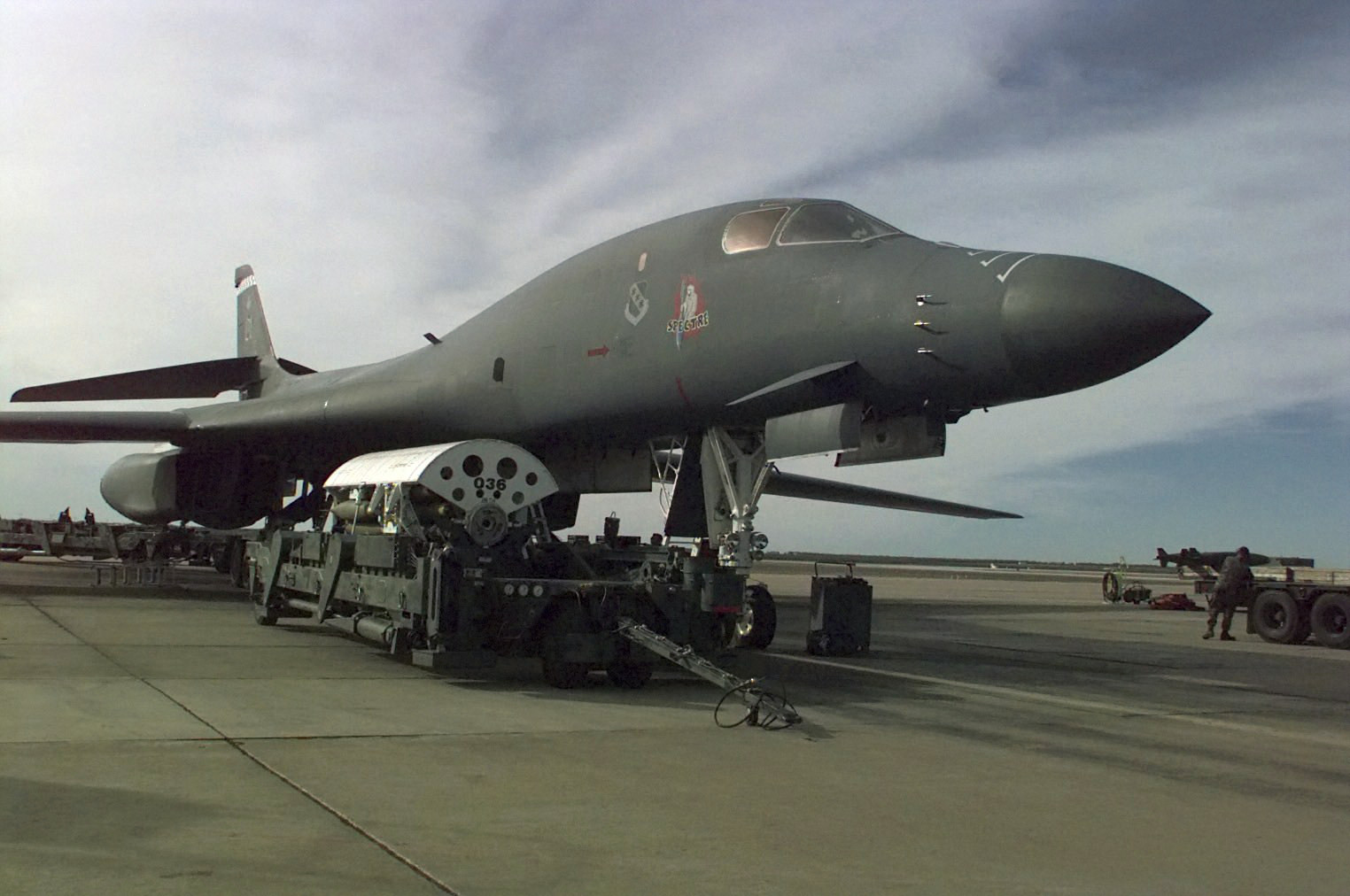
Bombardero B-1B Lancer preparándose para el bombardeo

## Contexto
Tras un empeoramiento de las relaciones EE. UU.-Irak por las decisiones del mandatario iraquí Sadam Huseín y con el conflicto de la guerra del Golfo todavía presente. El presidente estadounidense Bill Clinton dio la orden, el mes de diciembre de 1998, de bombardear posiciones iraquíes que podían amenazar, según el criterio del gobierno americano, los intereses nacionales por la existencia de "armas de destrucción masiva".